# Batalla del puente de Goito
La batalla del puente de Goito (en italiano Battaglia del ponte di Goito) fue el primer enfrentamiento significativo luchado durante la primera guerra de Independencia italiana y tuvo lugar el 8 de abril de 1848. Fue llamada así para distinguirse de la posterior Batalla de Goito peleada en el mes siguiente. En la batalla una división Piamontesa capturo un punto clave en el río Mincio que estaba sostenida por un pequeño destacamento austriaco.
Como es la primera batalla en la que participó el recién creado cuerpo piamontés de los Bersaglieri, la batalla del puente de Goito ocupa un lugar importante en la historiografía militar italiana y en los honores de batalla del cuerpo.

## Orden de batalla
La batalla tuvo lugar entre una guardia avanzada piamontesa de la primera división (del general Eusebio Bava) comandado por Federico d'Arvillars y un pequeño destacamento austriaco bajo Ludwig von Wohlgemuth alrededor del cruce en elrío Mincio de Goito
El grupo de avanzada Piamontés consistía en una compañía de la nueva infantería ligera Bersaglieri,  un pequeño pelotón de caballería, un destacamento de ingenieros militares, 300 infantes de marina de la Armada de Cerdeña liderado por el Mayor Alli Maccarani y un destacamento de la 6° batería de artillería. Los piamonteses también fueron reforzados por una compañía de voluntarias de Mantua liderados por el Capitán Saverio Griffini.
Una sola compañía de escaramuzas Kaiserjäge del destacamento austriaco defensor ocuparon la ciudad y sus alrededores, mientras cinco compañías de infantería austriaca y 4 piezas de artillerías sostuvieron las orillas opuestas del río. El objetivo de las fuerzas austriacas era frustrar a los piamonteses cuando crucen, retrasando  el avance enemigo hacia Mantua y de destruir el puente.

## La batalla
Temprano en la mañana (entre las 8 y 9 a. m.) el grupo de avanzada de la 1° División Piamontesa se enfrentaron a las fuerzas austriacas en las afueras de la ciudad. Una compañía de Bersaglieri y un escuadrón de caballería atacaron a una compañía de Kaiserjäger mantenían la entrada a la ciudad y "los obligaron rápidamente a dispersarse".
El Coronel Alessandro Ferrero La Marmora después lidero los Bersaglieri y cargo a la ciudad, fue seriamente herido en la mandíbula en el transcurso del combate. Los austriacos, quienes habían plantado explosivos en los puentes, decidieron hacerlo estallar en orden de detener el avance italiano, pero no pudieron hacerlo porque los explosivos habían quedado inutilizados por las lluvias de la noche anterior.
Igual que los ingenieros austriacos empezaron a colocar nuevamente explosivos en el puente, los Bersaglieri apoyados por los infantes de marina del Mayor Alli Maccarani's intentaron capturar el puente y evitar los explosivos. El ataque de los Bersaglieri, sin embargo, no tuvo éxito, y momentáneamente se detuvieron bajo el preciso fuego de los  Kaiserjäger protegiendo la cabeza de puente en la ciudad. El Mayor Alli Maccarani fue herido en el hombro, e inclusive el oficial que lo remplazaba recibió un disparo en la mano derecha, hiriéndolo. Un teniente de la Armada de Cerdeña y el teniente Demetrio Galli de los Bersagliere murieron junto a varios soldados alistados. El avance piamontés se detuvo.
El general d'Arvillars luego envió algunas compañías del 9° Regimiento de Infantería para ayudar a los Bersaglieri y los infantes de marina en su asalto al puente. Aun así los ingenieros austriacos lograron terminar de colocar los explosivos, los Kaiserjäger se retiraron por el puente minutos antes de que los ingenieros lo estallaran. Sin embargo, los esfuerzos austriacos fueron inútiles para acabar de destruir el puente, todo el suelo del puente se derrumbó, pero uno de sus parapetos permaneció en pie.
Los dos bandos empezaron a intercambiar disparos a través del río. En busca de un estancamiento y capturar lo que quedaba del cruce, El general d'Arvillars ordenó a algunas unidades piamontesas de marchar hacia el norte y dar la impresión de que un puente flotante sería arrojado a través del río en otra locación. Cuando los defensores austriacos se dispusieron a retirarse para evitar ser flanqueados, un pequeño grupo de Bersaglieri e infantes de marina treparon el puente semidestruido, provocando el derrumbe de la posición defensiva austriaca. Mientras los austriacos huían, los piamonteses se apoderaron de un cañón y capturaron al menos sesenta prisioneros.
Los austriacos se reagruparon en Mozzecane y luego se retiraron hacia Mantua, mientras que las tropas piamontesas cruzaban el dañado puente y los ingenieros trabajaban en restaurarlo. Tres horas más tarde el puente fue completamente restaurado, y fuerzas piamontesas más sustanciales pudieron cruzar el puente.